# Guillaume V de Sillé
Guillaume V de Sillé, seigneur de Sillé. 

## Biographie
Le premier acte connu de Guillaume V est le partage entre lui et Robert, son fils, d'une part, et le Chapitre du Mans, d'autre part, relatif à l'usage des habitants d'Assé-le-Bérenger dans les Coëvrons (1239). Il fut témoin du règlement de Charles d'Anjou pour les fonctions d'avocat ; il testa, dit-on, en 1254, mais vivait encore en 1256. 
Il eut deux femmes : 
1. Agnès, dont l'anniversaire à l'abbaye de Champagne est porté au 7 janvier, et qui y voulut être inhumée. Elle est dite première épouse de son mari, primam ipsius (Guillelmi) uxorem ;
2. Roesia de Saentgaut (Saint-Gault), qui nomme Guillaume son premier mari, mariti sui primi. Veuve de Guillaume de Sillé, Roesia convola en secondes noces avec Philippe de Moiré, en troisièmes avec Hugue de Courtaliéru, testa en 1283 et mourut après 1290. Elle demanda à être enterrée à l'abbaye de Champagne, près de « sa dame Agnès », juxta dominam meam Agnetem. De sa première femme, Guillaume V avait eu au moins un fils, Robert.

## Source
- Abbé Angot, « Baronnie de Sillé », dans Bulletin de la Commission historique et archéologique de la Mayenne, 1920, n° 36, p. 135-152.